# Copa João Havelange
A Copa João Havelange foi a edição de 2000 do Campeonato Brasileiro de Futebol, a 45ª edição da competição, que foi extraordinariamente organizada pelo Clube dos 13, o qual lhe denominou em homenagem ao ex-presidente da CBF e da FIFA, João Havelange. Impossibilitada pela Justiça de organizar o campeonato, a CBF passou a responsabilidade ao Clube dos 13, mas este não pôde aplicar os critérios de acesso e descenso do ano anterior, o que acabou gerando o maior Campeonato Brasileiro de todos os tempos, reunindo 116 clubes de três divisões em um único torneio, dividido em quatro módulos na sua primeira fase. Antes do início, o C13 afirmou que não pretendia realizar uma segunda edição no ano seguinte, retomando à CBF o direito de organização.
O campeão foi o Vasco da Gama, que conseguiu o seu quarto título nacional, repetindo os feitos de 1974, 1989 e 1997. O vice-campeão foi o São Caetano, que havia sido fundado há pouco mais de 10 anos e que começou a disputa no Módulo Amarelo, mas que chegou à final eliminando clubes tradicionais como Fluminense, Palmeiras e Grêmio.
No fim do século XX, o Campeonato Brasileiro confirmou seu histórico de desorganização institucional, mas também se consolidou como o campeonato de futebol mais disputado do mundo: 16 clubes diferentes conseguiram o título de campeão brasileiro em apenas 45 edições. O campeonato foi finalizado apenas no ano seguinte, o que só voltaria a ocorrer na edição de 2020.
Uma das controvérsias do certame, em razão das disputas jurídicas do ano anterior, é a estruturação dos módulos, feita em conformidade às decisões judiciais que se seguiram ao Caso Sandro Hiroshi. Observou-se a presença de clubes que não deveriam jogar a Série A de 2000, nos termos dos regulamentos de 1999, no Módulo Azul, grupo que na prática correspondia ao primeiro nível nacional daquele ano. A conturbada organização do torneio foi lida pela imprensa e profissionais do esporte como um ponto de virada para uma mudança na administração do futebol brasileiro.
Apesar das polêmicas extracampo e fórmula pouco convencional, foi um campeonato considerado qualificado tecnicamente.

## A questão judicial
Logo na terceira rodada do Brasileirão de 1999 (no dia 4 de agosto), o São Paulo goleou o Botafogo por 6 a 1 e, poucos dias depois, o alvinegro entrou com um pedido de anulação dessa partida, alegando que, em razão do bloqueio de seu passe, o atacante Sandro Hiroshi (que esteve em campo naquela goleada) teria atuado irregularmente. Esse pedido só foi julgado pela Comissão Disciplinar do TJD em 19 de outubro. Com isso, a Comissão Disciplinar tirou do São Paulo os três pontos daquela goleada e entregou-os ao Botafogo.
O time paulista ainda recorreu ao TJD, alegando que havia dezenas de outros jogadores com o passe bloqueado e, consequentemente, em situação tão irregular quanto a de Sandro Hiroshi. Em julgamento realizado no dia 3 de novembro, porém, o TJD apenas ratificou a decisão da primeira instância.
Posteriormente, o Internacional também ganhou da Comissão Disciplinar os pontos do seu jogo contra o São Paulo, em virtude da escalação irregular de Sandro Hiroshi. Igualmente ao Botafogo, o Internacional ganhou dois pontos, pois havia empatado o jogo contra o São Paulo. Com esses pontos, o Botafogo terminou o campeonato com média de aproveitamento superior à do Gama e acabou salvo do rebaixamento à Série B. O Internacional se salvaria do rebaixamento à Série B, mesmo se não tivesse ganho os pontos da partida contra o São Paulo.
Por sua vez, o Gama, que não estaria entre os rebaixados, se os resultados conquistados pelo São Paulo dentro de campo fossem mantidos, naturalmente não aceitou a situação e foi à Justiça Comum contra a CBF, que foi impedida de realizar o Campeonato Brasileiro do ano seguinte, sendo este organizado pelo Clube dos Treze e tendo o nome de Copa João Havelange.
Por não ter aceitado o seu rebaixamento à Série B em 1999, o Gama, com apoio do Sindicato dos Técnicos de Futebol do Distrito Federal e do PFL, entrou com uma ação na Justiça comum exigindo sua reintegração à Série A. Em junho de 2000, devido ao conflito de decisões entre STJD (contra o Gama) e a Justiça comum (a favor), com o processo ainda não tendo sido julgado em todas as instâncias, a CBF ficou impedida de publicar o regulamento do campeonato que deveria iniciar em seguida.
Um acordo com o Clube dos 13 foi a solução, e definiu que essa entidade organizaria um campeonato próprio, que mais tarde seria oficializado pela CBF, inclusive para definição das vagas brasileiras na Libertadores da América de 2001. Porém uma nova liminar obtida pelo Gama determinou sua inclusão no torneio. Com o temor de uma série de liminares de outros clubes, optou-se pela unificação das três divisões em um único certame.
Mais tarde, o Gama desistiu de dar prosseguimento ao processo. A FIFA, que havia banido o Gama (impedindo qualquer outro clube de disputar jogos oficiais contra o time brasiliense), também voltou atrás em sua decisão. Finalmente, a CBF ratificou oficialmente a Copa João Havelange como o Campeonato Brasileiro de Futebol de 2000. 
Essa competição também foi marcada pela queda de parte do alambrado de São Januário, o que fez ser adiada a partida decisiva, e de protesto do clube campeão contra o monopólio da grande mídia. Na nova volta da final, o Vasco jogou com o logo do SBT estampado atrás da camisa; ideia de Eurico Miranda, então vice-presidente e presidente eleito do clube carioca (assumiria em 22 de janeiro de 2001), que ficou insatisfeito com a cobertura da Globo no jogo cancelado.
Segundo HIRATA (2013, p. 7):
Citação: "Após a Copa União, o C13 só voltou a ter papel de protagonista como promotor de campeonatos nacionais em 2000, graças ao embate entre Gama-DF e CBF. O clube do Distrito Federal entrou na justiça comum para se assegurar na primeira divisão, colocando em xeque a realização do campeonato brasileiro daquele ano, que só foi realizado porque a CBF abriu mão da promoção em prol do C13."

## Equipes participantes
| Equipe                       | Cidade                | Estado | Posição em 1999           | Módulo em 2000 | Estádio                          | Títulos                                        |
| ---------------------------- | --------------------- | ------ | ------------------------- | -------------- | -------------------------------- | ---------------------------------------------- |
| ABC                          | Natal                 | RN     | 14º (Série B)             | Amarelo        | Frasqueirão                      | não possui                                     |
| America                      | Rio de Janeiro        | RJ     | Não disputou o campeonato | Amarelo        | Giulite Coutinho                 | não possui                                     |
| América de Natal             | Natal                 | RN     | 21º (Série B)             | Amarelo        | Machadão                         | não possui                                     |
| América Mineiro              | Belo Horizonte        | MG     | 7º (Série B)              | Azul           | Independência                    | não possui                                     |
| Americano                    | Campos dos Goytacazes | RJ     | 7º (Série C)              | Amarelo        | Godofredo Cruz                   | não possui                                     |
| Anapolina                    | Anápolis              | GO     | 24º (Série C)             | Amarelo        | Jonas Duarte                     | não possui                                     |
| ASA                          | Arapiraca             | AL     | Não disputou o campeonato | Verde          | Fumeirão                         | não possui                                     |
| Atlético Bandeirante         | Taguatinga            | DF     | Não disputou o campeonato | Amarelo        | Serejão                          | não possui                                     |
| Atlético Goianiense          | Goiânia               | GO     | 18º (Série C)             | Verde          | Antonio Accioly                  | não possui                                     |
| Atlético Mineiro             | Belo Horizonte        | MG     | 2º (Série A)              | Azul           | Mineirão                         | 1937, 1971                                     |
| Atlético Paranaense          | Curitiba              | PR     | 9º (Série A)              | Azul           | Arena da Baixada                 | não possui                                     |
| Avaí                         | Florianópolis         | SC     | 8º (Série B)              | Amarelo        | Ressacada                        | não possui                                     |
| Bahia                        | Salvador              | BA     | 3º (Série B)              | Azul           | Fonte Nova                       | 1959, 1988                                     |
| Bangu                        | Rio de Janeiro        | RJ     | 20º (Série C)             | Amarelo        | Proletário Guilherme da Silveira | não possui                                     |
| Baré                         | Boa Vista             | RR     | Não disputou o campeonato | Verde          | Flamarion Vasconcelos            | não possui                                     |
| Botafogo                     | Rio de Janeiro        | RJ     | 14º (Série A)             | Azul           | Maracanã                         | 1968, 1995                                     |
| Botafogo-SP                  | Ribeirão Preto        | SP     | 20º (Série A)             | Amarelo        | Santa Cruz                       | não possui                                     |
| Botafogo-PB                  | João Pessoa           | PB     | 12º (Série C)             | Verde          | Almeidão                         | não possui                                     |
| Bragantino                   | Bragança Paulista     | SP     | 12º (Série B)             | Amarelo        | Marcelo Stefani                  | não possui                                     |
| Brasil de Pelotas            | Pelotas               | RS     | 15º (Série C)             | Amarelo        | Bento Freitas                    | não possui                                     |
| Brasília                     | Brasília              | DF     | Não disputou o campeonato | Verde          | Mané Garrincha                   | não possui                                     |
| Camaçari                     | Camaçari              | BA     | Não disputou o campeonato | Verde          | Armando Oliveira                 | não possui                                     |
| Campinense                   | Campina Grande        | PB     | Não disputou o campeonato | Verde          | Amigão                           | não possui                                     |
| Caxias                       | Caxias do Sul         | RS     | 5º (Série C)              | Amarelo        | Centenário                       | não possui                                     |
| Ceará                        | Fortaleza             | CE     | 6º (Série B)              | Amarelo        | Carlos de Alencar Pinto          | não possui                                     |
| Central                      | Caruaru               | PE     | Não disputou o campeonato | Verde          | Estádio Luiz José de Lacerda     | não possui                                     |
| Comercial-MS                 | Campo Grande          | MS     | Não disputou o campeonato | Verde          | Morenão                          | não possui                                     |
| Comercial                    | Ribeirão Preto        | SP     | Não disputou o campeonato | Branco         | Palma Travassos                  | não possui                                     |
| Confiança                    | Aracaju               | SE     | Não disputou o campeonato | Verde          | Proletário Sabino Ribeiro        | não possui                                     |
| Corinthians                  | São Paulo             | SP     | 1º (Série A)              | Azul           | Pacaembu                         | 1990, 1998, 1999                               |
| Corinthians-AL               | Maceió                | AL     | Não disputou o campeonato | Verde          | Nelsão                           | não possui                                     |
| Coritiba                     | Curitiba              | PR     | 13º (Série A)             | Azul           | Couto Pereira                    | 1985                                           |
| CRB                          | Maceió                | AL     | 11º (Série B)             | Amarelo        | Rei Pelé                         | não possui                                     |
| Criciúma                     | Criciúma              | SC     | 18º (Série B)             | Amarelo        | Heriberto Hülse                  | não possui                                     |
| Cruzeiro                     | Belo Horizonte        | MG     | 5º (Série A)              | Azul           | Mineirão                         | 1966                                           |
| CSA                          | Maceió                | AL     | 23º (Série C)             | Amarelo        | Rei Pelé                         | não possui                                     |
| Desportiva                   | Cariacica             | ES     | 22º (Série B)             | Amarelo        | Engenheiro Araripe               | não possui                                     |
| Dom Pedro II                 | Núcleo Bandeirante    | DF     | 36º (Série C)             | Verde          | Metropolitana                    | não possui                                     |
| Etti Jundiaí                 | Jundiaí               | SP     | Não disputou o campeonato | Branco         | Jayme Cintra                     | não possui                                     |
| Figueirense                  | Florianópolis         | SC     | 6º (Série C)              | Amarelo        | Orlando Scarpelli                | não possui                                     |
| Flamengo                     | Rio de Janeiro        | RJ     | 12º (Série A)             | Azul           | Maracanã                         | 1980, 1982, 1983, 1992                         |
| Flamengo-PI                  | Teresina              | PI     | Não disputou o campeonato | Verde          | Albertão                         | não possui                                     |
| Fluminense                   | Rio de Janeiro        | RJ     | 1º (Série C)              | Azul           | Laranjeiras                      | 1970, 1984                                     |
| Fortaleza                    | Fortaleza             | CE     | 21º (Série C)             | Amarelo        | Alcides Santos                   | não possui                                     |
| Friburguense                 | Nova Friburgo         | RJ     | Não disputou o campeonato | Branco         | Eduardo Guinle                   | não possui                                     |
| Gama                         | Gama                  | DF     | 15º (Série A)             | Azul           | Bezerrão                         | não possui                                     |
| Genus                        | Porto Velho           | RO     | Não disputou o campeonato | Verde          | Aluizão                          | não possui                                     |
| Goiânia                      | Goiânia               | GO     | 25º (Série C)             | Verde          | Olímpico                         | não possui                                     |
| Goiás                        | Goiânia               | GO     | 1º (Série B)              | Azul           | Serrinha                         | não possui                                     |
| Grêmio                       | Porto Alegre          | RS     | 18º (Série A)             | Azul           | Olímpico Monumental              | 1981, 1996                                     |
| Guarani                      | Campinas              | SP     | 8º (Série A)              | Azul           | Brinco de Ouro                   | 1978                                           |
| Internacional                | Porto Alegre          | RS     | 16º (Série A)             | Azul           | Beira-Rio                        | 1975, 1976, 1979                               |
| Internacional de Limeira     | Limeira               | SP     | Não disputou o campeonato | Branco         | Limeirão                         | não possui                                     |
| Internacional de Santa Maria | Santa Maria           | RS     | Não disputou o campeonato | Branco         | Baixada Melancólica              | não possui                                     |
| Ipatinga                     | Ipatinga              | MG     | Não disputou o campeonato | Branco         | Ipatingão                        | não possui                                     |
| Ituano                       | Itu                   | SP     | Não disputou o campeonato | Branco         | Novelli Júnior                   | não possui                                     |
| Joinville                    | Joinville             | SC     | 15º (Série B)             | Amarelo        | Ernestão                         | não possui                                     |
| Juazeiro                     | Juazeiro              | BA     | Não disputou o campeonato | Verde          | Adauto Moraes                    | não possui                                     |
| Juventude                    | Caxias do Sul         | RS     | 19º (Série A)             | Azul           | Alfredo Jaconi                   | não possui                                     |
| Juventus                     | São Paulo             | SP     | 14º (Série C)             | Branco         | Conde Rodolfo Crespi             | não possui                                     |
| Londrina                     | Londrina              | PR     | 10º (Série B)             | Amarelo        | Vitorino Gonçalves Dias          | não possui                                     |
| Madureira                    | Rio de Janeiro        | RJ     | Não disputou o campeonato | Branco         | Conselheiro Galvão               | não possui                                     |
| Malutrom                     | Curitiba              | PR     | Não disputou o campeonato | Branco         | Janguitão                        | não possui                                     |
| Marcílio Dias                | Itajaí                | SC     | Não disputou o campeonato | Amarelo        | Hercílio Luz                     | não possui                                     |
| Matonense                    | Matão                 | SP     | Não disputou o campeonato | Branco         | Ferreirão                        | não possui                                     |
| Mogi Mirim                   | Mogi Mirim            | SP     | Não disputou o campeonato | Branco         | Romildo Ferreira                 | não possui                                     |
| Moto Club                    | São Luís              | MA     | 13º (Série C)             | Verde          | Castelão                         | não possui                                     |
| Nacional-AM                  | Manaus                | AM     | Não disputou o campeonato | Amarelo        | Carlos Zamith                    | não possui                                     |
| Nacional-SP                  | São Paulo             | SP     | Não disputou o campeonato | Branco         | Comendador Souza                 | não possui                                     |
| Náutico                      | Recife                | PE     | 3º (Série C)              | Amarelo        | Aflitos                          | não possui                                     |
| Olaria                       | Rio de Janeiro        | RJ     | Não disputou o campeonato | Branco         | Rua Bariri                       | não possui                                     |
| Olímpia                      | Olímpia               | SP     | Não disputou o campeonato | Branco         | Tereza Breda                     | não possui                                     |
| Operário-MS                  | Campo Grande          | MS     | 35º (Série C)             | Verde          | Morenão                          | não possui                                     |
| Palmeiras                    | São Paulo             | SP     | 10º (Série A)             | Azul           | Palestra Itália                  | 1960, 1967, 1967, 1969, 1972, 1973, 1993, 1994 |
| Paraná                       | Curitiba              | PR     | 17º (Série A)             | Amarelo        | Durival Britto                   | não possui                                     |
| Paysandu                     | Belém                 | PA     | 19º (Série B)             | Amarelo        | Mangueirão                       | não possui                                     |
| Ponte Preta                  | Campinas              | SP     | 6º (Série A)              | Azul           | Moisés Lucarelli                 | não possui                                     |
| Porto                        | Caruaru               | PE     | Não disputou o campeonato | Verde          | Vera Cruz                        | não possui                                     |
| Portuguesa                   | São Paulo             | SP     | 21º (Série A)             | Azul           | Canindé                          | não possui                                     |
| Portuguesa Santista          | Santos                | SP     | Não disputou o campeonato | Branco         | Ulrico Mursa                     | não possui                                     |
| Potiguar                     | Mossoró               | RN     | 9º (Série C)              | Verde          | Nogueirão                        | não possui                                     |
| Remo                         | Belém                 | PA     | 13º (Série B)             | Amarelo        | Baenão                           | não possui                                     |
| Rio Branco                   | Rio Branco            | AC     | Não disputou o campeonato | Verde          | José de Melo                     | não possui                                     |
| Rio Branco-SP                | Americana             | SP     | Não disputou o campeonato | Branco         | Décio Vitta                      | não possui                                     |
| Rio Branco-PR                | Paranaguá             | PR     | 17º (Série C)             | Branco         | Gigante do Itiberê               | não possui                                     |
| Rio Negro                    | Manaus                | AM     | 11º (Série C)             | Verde          | Carlos Zamith                    | não possui                                     |
| River                        | Teresina              | PI     | Não disputou o campeonato | Amarelo        | Albertão                         | não possui                                     |
| Sampaio Corrêa               | São Luís              | MA     | 16º (Série B)             | Amarelo        | Castelão                         | não possui                                     |
| Santa Cruz                   | Recife                | PE     | 2º (Série B)              | Azul           | Arruda                           | não possui                                     |
| Santo André                  | Santo André           | SP     | Não disputou o campeonato | Branco         | Bruno José Daniel                | não possui                                     |
| Santos                       | Santos                | SP     | 11º (Série A)             | Azul           | Vila Belmiro                     | 1961, 1962, 1963, 1964, 1965, 1968             |
| São Caetano                  | São Caetano do Sul    | SP     | 5º (Série B)              | Amarelo        | Anacleto Campanella              | não possui                                     |
| São Cristovão                | Rio de Janeiro        | RJ     | Não disputou o campeonato | Branco         | Ronaldo Nazário                  | não possui                                     |
| São José                     | São José dos Campos   | SP     | Não disputou o campeonato | Branco         | Martins Pereira                  | não possui                                     |
| São Paulo                    | São Paulo             | SP     | 4º (Série A)              | Azul           | Morumbi                          | 1977, 1986, 1991                               |
| São Raimundo-AM              | Manaus                | AM     | 2º (Série C)              | Amarelo        | Colina                           | não possui                                     |
| Sergipe                      | Aracaju               | SE     | 8º (Série C)              | Verde          | João Hora                        | não possui                                     |
| Serra                        | Serra                 | ES     | 4º (Série C)              | Amarelo        | Robertão                         | não possui                                     |
| Sport                        | Recife                | PE     | 22º (Série A)             | Azul           | Ilha do Retiro                   | 1987                                           |
| Tocantinópolis               | Tocantinópolis        | TO     | 32º (Série C)             | Verde          | Ribeirão                         | não possui                                     |
| Treze                        | Campina Grande        | PB     | Não disputou o campeonato | Verde          | Presidente Vargas                | não possui                                     |
| Tuna Luso                    | Belém                 | PA     | 20º (Série B)             | Verde          | Francisco Vasques                | não possui                                     |
| Uberlândia                   | Uberlândia            | MG     | Não disputou o campeonato | Branco         | Parque do Sabiá                  | não possui                                     |
| União Bandeirante            | Bandeirantes          | PR     | Não disputou o campeonato | Branco         | Comendador Luiz Meneghel         | não possui                                     |
| União Barbarense             | Santa Bárbara d'Oeste | SP     | Não disputou o campeonato | Branco         | Antonio Lins Ribeiro Guimarães   | não possui                                     |
| União Rondonópolis           | Rondonópolis          | MT     | Não disputou o campeonato | Branco         | Caldeirão                        | não possui                                     |
| União São João               | Araras                | SP     | 17º (Série B)             | Amarelo        | Hermínio Ometto                  | não possui                                     |
| Vasco da Gama                | Rio de Janeiro        | RJ     | 7º (Série A)              | Azul           | São Januário                     | 1974, 1989, 1997                               |
| Vila Nova                    | Goiânia               | GO     | 4º (Série B)              | Amarelo        | Onésio Brasileiro Alvarenga      | não possui                                     |
| Villa Nova                   | Nova Lima             | MG     | 10º (Série C)             | Amarelo        | Castor Cifuentes                 | não possui                                     |
| Vitória                      | Salvador              | BA     | 3º (Série A)              | Azul           | Barradão                         | não possui                                     |
| Volta Redonda                | Volta Redonda         | RJ     | 33º (Série C)             | Branco         | Raulino de Oliveira              | não possui                                     |
| XV de Piracicaba             | Piracicaba            | SP     | 9º (Série B)              | Amarelo        | Barão de Serra Negra             | não possui                                     |
| Ypiranga-AP                  | Macapá                | AP     | 16º (Série C)             | Verde          | Zerão                            | não possui                                     |

## Fórmula de disputa
A competição foi dividida em quatro módulos. Cada módulo teve um número diferente de participantes e também a sua fórmula de disputa. Os módulos foram divididos com base na divisão de escalão da edição anterior, porém foram compostos incluindo times de outras divisões, para que não representassem totalmente escalões inferiores, fazendo com que no ano de 2000 não existisse Séries A, B e C. A reunião dos 116 clubes formou uma única divisão e apesar de os módulos não terem o mesmo peso, todos eles faziam parte da Copa João Havelange. 
No Módulo Azul os 25 clubes jogaram todos contra todos em turno único. Classificaram-se para a fase final da Copa João Havelange os 12 primeiros colocados. 
Na primeira fase do Módulo Amarelo 36 clubes se dividiram em 2 grupos de 18, jogando todos contra todos dentro dos grupos, em turno único. Classificaram-se para a próxima fase os 8 primeiros de cada grupo. Na segunda fase os 16 clubes classificados da fase anterior entraram em disputa eliminatória, com confrontos de ida e volta, tendo o clube com melhor campanha o mando de campo do segundo jogo e a vantagem do duplo empate. Classificaram-se para a fase final da Copa João Havelange os 3 primeiros colocados, ou seja, o campeão e vice desta fase mais o vencedor da disputa entre os dois perdedores das semifinais. Na disputa do terceiro lugar o Remo ficou com a terceira vaga do Módulo Amarelo para a fase final da Copa João Havelange. 
Na primeira fase do Módulo Verde 28 clubes se dividiram em 4 grupos de 7. Os jogos aconteceram dentro dos grupos, em dois turnos. Classificaram-se os 3 primeiros de cada grupo. Na segunda fase os 12 clubes classificados da fase anterior se dividiram em 3 grupos de 4 times. Os jogos aconteceram dentro dos grupos em 2 turnos. Classificaram-se para a terceira fase o primeiro de cada grupo, mais o melhor segundo lugar. 
Na primeira fase do Módulo Branco 27 clubes se dividiram em 3 grupos de 7 e 1 grupo de 6. Os jogos aconteceram dentro dos grupos, em dois turnos. Classificaram-se os 3 primeiros de cada grupo. Na segunda fase os 12 clubes classificados da fase anterior se dividiram em 3 grupos de 4 times. Os jogos aconteceram dentro dos grupos em 2 turnos. Classificaram-se para a terceira fase o primeiro de cada grupo, mais o melhor segundo lugar. 
Na terceira fase os dois módulos deixaram de existir e os 8 clubes classificados da fase anterior se dividiram em 2 grupos de 4. Os jogos aconteceram dentro dos grupos em 2 turnos. Classificou-se para a quarta fase apenas o primeiro de cada grupo. 
Na quarta fase os 2 classificados da fase anterior enfrentaram-se em sistema de ida e volta. Apenas o vencedor foi para a fase final da Copa João Havelange. Nesta fase o Malutrom ficou com a vaga dos Módulos Verde e Branco para a fase final da Copa João Havelange.

## Os quatro módulos
Na primeira fase, os 116 clubes ficaram divididos em quatro módulos.
| Módulo Azul |

 Era composto por times da Série A e da Série B: 25 clubes - os 17 que, pelos critérios esportivos, deveriam permanecer na Série A; Santa Cruz e Goias (que ascenderam à Série A ao final de 1999); Botafogo (que não desceu para a Série B por decisão do STJD, caso Sandro Hiroshi); Gama e Juventude (que não desceram para a Série B); Fluminense (que ascendeu à Série B ao final de 1999); Bahia e América-MG (que jogaram a Série B em 1999).
| Módulo Amarelo |

 Era composto por times da Série B e da Série C: 36 clubes - os 20 que, pelos critérios de acesso e descenso do ano anterior, deveriam disputar a Série B, menos os cinco últimos citados acima, mais 21 clubes convidados pelo Clube dos 13 de séries inferiores a B, com aval da CBF.
| Módulo Verde |

 Era composto por times da Série C: 28 clubes das regiões Norte, Nordeste e Centro-Oeste do Brasil.
| Módulo Branco |

 Era composto por times da Série C: 27 clubes das regiões Sul e Sudeste do Brasil.

## Módulo Azul
No Módulo Azul os 25 clubes jogam todos contra todos em turno único. Classificam-se para a fase final da Copa João Havelange os 12 primeiros colocados.
| Módulo Azul | Módulo Azul         | Módulo Azul | Módulo Azul | Módulo Azul | Módulo Azul | Módulo Azul | Módulo Azul | Módulo Azul |
| Pos         | Times               | Pts         | J           | V           | E           | D           | GP          | GC          |
| ----------- | ------------------- | ----------- | ----------- | ----------- | ----------- | ----------- | ----------- | ----------- |
| 1           | Cruzeiro            | 45          | 24          | 12          | 9           | 3           | 46          | 27          |
| 2           | Sport               | 42          | 24          | 12          | 6           | 6           | 46          | 27          |
| 3           | Fluminense          | 42          | 24          | 12          | 6           | 6           | 45          | 31          |
| 4           | Goiás               | 41          | 24          | 11          | 8           | 5           | 41          | 29          |
| 5           | Vasco da Gama       | 39          | 24          | 11          | 6           | 7           | 36          | 37          |
| 6           | São Paulo           | 39          | 24          | 10          | 9           | 5           | 46          | 35          |
| 7           | Ponte Preta         | 38          | 24          | 11          | 5           | 8           | 49          | 37          |
| 8           | Atlético Paranaense | 38          | 24          | 11          | 5           | 8           | 32          | 28          |
| 9           | Internacional       | 38          | 24          | 10          | 8           | 6           | 34          | 25          |
| 10          | Grêmio              | 37          | 24          | 10          | 7           | 7           | 37          | 31          |
| 11          | Palmeiras           | 37          | 24          | 10          | 7           | 7           | 29          | 30          |
| 12          | Bahia               | 36          | 24          | 10          | 6           | 8           | 32          | 31          |
| 13          | Guarani             | 35          | 24          | 9           | 8           | 7           | 29          | 29          |
| 14          | Santos              | 33          | 24          | 9           | 6           | 9           | 38          | 31          |
| 15          | Flamengo            | 33          | 24          | 9           | 6           | 9           | 42          | 37          |
| 16          | Botafogo            | 32          | 24          | 9           | 5           | 10          | 31          | 35          |
| 17          | Portuguesa          | 32          | 24          | 9           | 5           | 10          | 34          | 43          |
| 18          | Vitória             | 31          | 24          | 9           | 4           | 11          | 44          | 40          |
| 19          | América Mineiro     | 27          | 24          | 7           | 6           | 11          | 26          | 35          |
| 20          | Atlético Mineiro    | 27          | 24          | 7           | 6           | 11          | 31          | 42          |
| 21          | Juventude           | 26          | 24          | 7           | 5           | 12          | 27          | 36          |
| 22          | Gama                | 22          | 24          | 6           | 4           | 14          | 22          | 39          |
| 23          | Coritiba            | 21          | 24          | 5           | 6           | 13          | 26          | 35          |
| 24          | Corinthians         | 16          | 24          | 4           | 4           | 16          | 26          | 46          |
| 25          | Santa Cruz          | 16          | 24          | 3           | 7           | 14          | 18          | 51          |

|  |                                |
|  | Classificado para a fase final |

## Módulo Amarelo
Na primeira fase 36 clubes estão divididos em 2 grupos de 18, jogando todos contra todos dentro dos grupos, em turno único. Classificam-se para a próxima fase os 8 primeiros de cada grupo.
Na segunda fase os 16 clubes classificados da fase anterior entram em disputa eliminatória, com confrontos de ida e volta, tendo o clube com melhor campanha o mando de campo do segundo jogo e a vantagem do duplo empate. Classificam-se para a fase final da Copa João Havelange os 3 primeiros colocados, ou seja, o campeão e vice desta fase mais o vencedor da disputa entre os dois perdedores das semifinais. 
A final do módulo foi disputada por Paraná e São Caetano, com o time paranaense ganhando o título. Ambos se classificaram para as oitavas de final da competição. 
Na disputa do terceiro lugar o Remo ficou com a terceira vaga do Módulo Amarelo para a fase final da Copa João Havelange.

### Grupo A
| Primeira Fase | Primeira Fase     | Primeira Fase | Primeira Fase | Primeira Fase | Primeira Fase | Primeira Fase | Primeira Fase | Primeira Fase | Primeira Fase |
| Grupo A       | Grupo A           | Grupo A       | Grupo A       | Grupo A       | Grupo A       | Grupo A       | Grupo A       | Grupo A       | Grupo A       |
| Pos           | Times             | Pts           | J             | V             | E             | D             | GM            | SG            |               |
| ------------- | ----------------- | ------------- | ------------- | ------------- | ------------- | ------------- | ------------- | ------------- | ------------- |
| 1             | São Caetano       | 37            | 17            | 11            | 4             | 2             | 40            | 19            |               |
| 2             | Figueirense       | 31            | 17            | 8             | 7             | 2             | 25            | 13            |               |
| 3             | Paraná            | 29            | 17            | 8             | 5             | 4             | 18            | 11            |               |
| 4             | Botafogo-SP       | 28            | 17            | 8             | 4             | 5             | 27            | 15            |               |
| 5             | Criciúma          | 26            | 17            | 7             | 5             | 5             | 19            | 18            |               |
| 6             | Caxias            | 26            | 17            | 6             | 8             | 3             | 29            | 26            |               |
| 7             | Bangu             | 24            | 17            | 6             | 6             | 5             | 25            | 23            |               |
| 8             | Avaí              | 24            | 17            | 5             | 9             | 3             | 27            | 21            |               |
| 9             | Joinville         | 22            | 17            | 5             | 7             | 5             | 19            | 17            |               |
| 10            | America           | 21            | 17            | 5             | 6             | 6             | 18            | 20            |               |
| 11            | Americano         | 20            | 17            | 4             | 8             | 5             | 17            | 22            |               |
| 12            | União São João    | 20            | 17            | 3             | 11            | 3             | 20            | 21            |               |
| 13            | XV de Piracicaba  | 19            | 17            | 5             | 4             | 8             | 21            | 27            |               |
| 14            | Marcílio Dias     | 19            | 17            | 4             | 7             | 6             | 17            | 23            |               |
| 15            | Bragantino        | 17            | 17            | 2             | 11            | 4             | 16            | 21            |               |
| 16            | Brasil de Pelotas | 15            | 17            | 4             | 3             | 10            | 17            | 25            |               |
| 17            | Villa Nova        | 15            | 17            | 3             | 6             | 8             | 18            | 27            |               |
| 18            | Londrina          | 9             | 17            | 2             | 3             | 12            | 8             | 32            |               |

|  |                                                    |
|  | Classificado para a segunda fase do Módulo Amarelo |

### Grupo B
| Primeira Fase | Primeira Fase        | Primeira Fase | Primeira Fase | Primeira Fase | Primeira Fase | Primeira Fase | Primeira Fase | Primeira Fase | Primeira Fase |
| Grupo B       | Grupo B              | Grupo B       | Grupo B       | Grupo B       | Grupo B       | Grupo B       | Grupo B       | Grupo B       | Grupo B       |
| Pos           | Times                | Pts           | J             | V             | E             | D             | GM            | SG            |               |
| ------------- | -------------------- | ------------- | ------------- | ------------- | ------------- | ------------- | ------------- | ------------- | ------------- |
| 1             | Fortaleza            | 35            | 17            | 10            | 5             | 2             | 38            | 25            |               |
| 2             | São Raimundo-AM      | 30            | 17            | 9             | 3             | 5             | 32            | 24            |               |
| 3             | Sampaio Corrêa       | 30            | 17            | 9             | 3             | 5             | 23            | 24            |               |
| 4             | Náutico              | 28            | 17            | 8             | 4             | 5             | 22            | 16            |               |
| 5             | Paysandu             | 28            | 17            | 8             | 4             | 5             | 22            | 17            |               |
| 6             | Anapolina            | 28            | 17            | 7             | 7             | 3             | 24            | 14            |               |
| 7             | Remo                 | 26            | 17            | 7             | 5             | 5             | 23            | 21            |               |
| 8             | CRB                  | 26            | 17            | 6             | 8             | 3             | 25            | 19            |               |
| 9             | Serra                | 25            | 17            | 7             | 4             | 6             | 26            | 22            |               |
| 10            | ABC                  | 23            | 17            | 6             | 5             | 6             | 26            | 24            |               |
| 11            | River                | 22            | 17            | 6             | 4             | 7             | 23            | 23            |               |
| 12            | América de Natal     | 21            | 17            | 5             | 6             | 6             | 24            | 23            |               |
| 13            | Ceará                | 21            | 17            | 5             | 6             | 6             | 20            | 19            |               |
| 14            | CSA                  | 20            | 17            | 6             | 2             | 9             | 22            | 29            |               |
| 15            | Nacional-AM          | 19            | 17            | 5             | 4             | 8             | 34            | 37            |               |
| 16            | Desportiva           | 16            | 17            | 5             | 1             | 11            | 19            | 42            |               |
| 17            | Vila Nova            | 11            | 17            | 2             | 5             | 10            | 20            | 25            |               |
| 18            | Atlético Bandeirante | 9             | 17            | 1             | 6             | 10            | 16            | 35            |               |

|  |                                                    |
|  | Classificado para a segunda fase do Módulo Amarelo |

### Segunda Fase
|  | Oitavas de final | Oitavas de final | Oitavas de final | Oitavas de final |             |             | Quartas de final | Quartas de final | Quartas de final |  |             | Semifinais | Semifinais | Semifinais |  |        | Final | Final | Final | Final | Final |
|  |                  |                  |                  |                  |             |             |                  |                  |                  |  |             |            |            |            |  |        |       |       |       |       |       |
|  |                  |                  |                  |                  |             |             |                  |                  |                  |  |             |            |            |            |  |        |       |       |       |       |       |
|  | 1                | Caxias           | 2                | 1                |             |             |                  |                  |                  |  |             |            |            |            |  |        |       |       |       |       |       |
|  | 16               | Sampaio Corrêa   | 0                | 1                |             |             |                  |                  |                  |  |             |            |            |            |  |        |       |       |       |       |       |
|  | 16               | Sampaio Corrêa   | 0                | 1                |             | Remo        | 1                | 3                |                  |  |             |            |            |            |  |        |       |       |       |       |       |
|  |                  |                  |                  |                  |             | Remo        | 1                | 3                |                  |  |             |            |            |            |  |        |       |       |       |       |       |
|  |                  | Caxias           | 2                | 0                |             |             |                  |                  |                  |  |             |            |            |            |  |        |       |       |       |       |       |
|  | 8                | Caxias           | 2                | 0                | Remo        | 4           | 1                |                  |                  |  |             |            |            |            |  |        |       |       |       |       |       |
|  | 8                |                  |                  |                  | Remo        | 4           | 1                |                  |                  |  |             |            |            |            |  |        |       |       |       |       |       |
|  | 9                | Figueirense      | 1                | 2                |             |             |                  |                  |                  |  |             |            |            |            |  |        |       |       |       |       |       |
|  | 9                | Figueirense      | 1                | 2                |             |             |                  |                  |                  |  | Paraná      | 0          | 2          |            |  |        |       |       |       |       |       |
|  |                  |                  |                  |                  |             |             |                  |                  |                  |  | Paraná      | 0          | 2          |            |  |        |       |       |       |       |       |
|  |                  | Remo             | 0                | 1                |             |             |                  |                  |                  |  |             |            |            |            |  |        |       |       |       |       |       |
|  | 5                | Remo             | 0                | 1                | Paraná      | 1           | 2                |                  |                  |  |             |            |            |            |  |        |       |       |       |       |       |
|  | 5                |                  |                  |                  | Paraná      | 1           | 2                |                  |                  |  |             |            |            |            |  |        |       |       |       |       |       |
|  | 12               | Anápolina        | 0                | 0                |             |             |                  |                  |                  |  |             |            |            |            |  |        |       |       |       |       |       |
|  | 12               | Anápolina        | 0                | 0                |             | Paraná      | 3                | 2                |                  |  |             |            |            |            |  |        |       |       |       |       |       |
|  |                  |                  |                  |                  |             | Paraná      | 3                | 2                |                  |  |             |            |            |            |  |        |       |       |       |       |       |
|  |                  | Bangu            | 0                | 1                |             |             |                  |                  |                  |  |             |            |            |            |  |        |       |       |       |       |       |
|  | 4                | Bangu            | 0                | 1                | Bangu       | 2           | 2                |                  |                  |  |             |            |            |            |  |        |       |       |       |       |       |
|  | 4                |                  |                  |                  | Bangu       | 2           | 2                |                  |                  |  |             |            |            |            |  |        |       |       |       |       |       |
|  | 13               | São Raimundo-AM  | 1                | 2                |             |             |                  |                  |                  |  |             |            |            |            |  |        |       |       |       |       |       |
|  | 13               | São Raimundo-AM  | 1                | 2                |             |             |                  |                  |                  |  |             |            |            |            |  | Paraná | 1     | 3     |       |       |       |
|  |                  |                  |                  |                  |             |             |                  |                  |                  |  |             |            |            |            |  | Paraná | 1     | 3     |       |       |       |
|  |                  | São Caetano      | 1                | 1                |             |             |                  |                  |                  |  |             |            |            |            |  |        |       |       |       |       |       |
|  | 2                | São Caetano      | 1                | 1                | Náutico     | 2           | 0                |                  |                  |  |             |            |            |            |  |        |       |       |       |       |       |
|  | 2                |                  |                  |                  | Náutico     | 2           | 0                |                  |                  |  |             |            |            |            |  |        |       |       |       |       |       |
|  | 15               | Criciúma         | 1                | 0                |             |             |                  |                  |                  |  |             |            |            |            |  |        |       |       |       |       |       |
|  | 15               | Criciúma         | 1                | 0                |             | São Caetano | 0                | 6                |                  |  |             |            |            |            |  |        |       |       |       |       |       |
|  |                  |                  |                  |                  |             | São Caetano | 0                | 6                |                  |  |             |            |            |            |  |        |       |       |       |       |       |
|  |                  | Náutico          | 1                | 2                |             |             |                  |                  |                  |  |             |            |            |            |  |        |       |       |       |       |       |
|  | 7                | Náutico          | 1                | 2                | São Caetano | 1           | 4                |                  |                  |  |             |            |            |            |  |        |       |       |       |       |       |
|  | 7                |                  |                  |                  | São Caetano | 1           | 4                |                  |                  |  |             |            |            |            |  |        |       |       |       |       |       |
|  | 10               | CRB              | 1                | 1                |             |             |                  |                  |                  |  |             |            |            |            |  |        |       |       |       |       |       |
|  | 10               | CRB              | 1                | 1                |             |             |                  |                  |                  |  | São Caetano | 1          | 5          |            |  |        |       |       |       |       |       |
|  |                  |                  |                  |                  |             |             |                  |                  |                  |  | São Caetano | 1          | 5          |            |  |        |       |       |       |       |       |
|  |                  | Paysandu         | 1                | 4                |             |             |                  |                  |                  |  |             |            |            |            |  |        |       |       |       |       |       |
|  | 6                | Paysandu         | 1                | 4                | Paysandu    | 3           | 1                |                  |                  |  |             |            |            |            |  |        |       |       |       |       |       |
|  | 6                |                  |                  |                  | Paysandu    | 3           | 1                |                  |                  |  |             |            |            |            |  |        |       |       |       |       |       |
|  | 11               | Botafogo-SP      | 0                | 2                |             |             |                  |                  |                  |  |             |            |            |            |  |        |       |       |       |       |       |
|  | 11               | Botafogo-SP      | 0                | 2                |             | Paysandu    | 1                | 1                |                  |  |             |            |            |            |  |        |       |       |       |       |       |
|  |                  |                  |                  |                  |             | Paysandu    | 1                | 1                |                  |  |             |            |            |            |  |        |       |       |       |       |       |
|  |                  | Fortaleza        | 0                | 0                |             |             |                  |                  |                  |  |             |            |            |            |  |        |       |       |       |       |       |
|  | 3                | Fortaleza        | 0                | 0                | Fortaleza   | 2           | 1                |                  |                  |  |             |            |            |            |  |        |       |       |       |       |       |
|  | 3                |                  |                  |                  | Fortaleza   | 2           | 1                |                  |                  |  |             |            |            |            |  |        |       |       |       |       |       |
|  | 14               | Avaí             | 0                | 2                |             |             |                  |                  |                  |  |             |            |            |            |  |        |       |       |       |       |       |

### Disputa do terceiro lugar
| 12 de Novembro de 2000 | Remo | 3 - 2 | Paysandu | Estádio Mangueirão, Belém |
|                        |      |       |          |                           |

| 19 de Novembro de 2000 | Paysandu | 1 - 1 | Remo | Estádio Mangueirão, Belém |
|                        |          |       |      |                           |

## Módulos Verde e Branco
Na primeira fase do Módulo Verde 28 clubes estão divididos em 4 grupos de 7. Os jogos acontecem dentro dos grupos, em dois turnos. Classificam-se os 3 primeiros de cada grupo. Foi jogado por times das regiões Norte, Nordeste e Centro-Oeste.
Na primeira fase do Módulo Branco 27 clubes estão divididos em 3 grupos de 7 e 1 grupo de 6. Os jogos acontecem dentro dos grupos, em dois turnos. Classificam-se os 3 primeiros de cada grupo. Foi jogado por times das regiões Sul e Sudeste.
Na segunda fase os 24 clubes classificados da fase anterior se dividem em 6 grupos de 4 times. Os jogos acontecem dentro dos grupos em 2 turnos. Classifica-se para a terceira fase o primeiro de cada grupo, mais os dois melhores segundos colocados.
Na terceira fase os dois módulos deixam de existir e os 8 clubes classificados da fase anterior são divididos em 2 grupos de 4. Os jogos acontecem dentro dos grupos em 2 turnos. Classifica-se para a quarta fase apenas o primeiro de cada grupo.
Na quarta fase os 2 classificados da fase anterior enfrentam-se em sistema de ida e volta. Apenas o vencedor vai para a fase final da Copa João Havelange. Nesta fase o Malutrom ficou com a vaga dos Módulos Verde e Branco para a fase final da Copa João Havelange.

### Grupo A
| Módulo Verde | Módulo Verde | Módulo Verde | Módulo Verde | Módulo Verde | Módulo Verde | Módulo Verde | Módulo Verde | Módulo Verde |
| Pos          | Times        | Pts          | J            | V            | E            | D            | GM           | SG           |
| ------------ | ------------ | ------------ | ------------ | ------------ | ------------ | ------------ | ------------ | ------------ |
| 1            | Tuna Luso    | 26           | 12           | 8            | 2            | 2            | 25           | 15           |
| 2            | Central      | 22           | 12           | 7            | 1            | 4            | 16           | 15           |
| 3            | Moto Club    | 18           | 12           | 5            | 3            | 4            | 24           | 17           |
| 4            | Botafogo-PB  | 17           | 12           | 5            | 2            | 5            | 22           | 17           |
| 5            | Porto        | 16           | 12           | 5            | 1            | 6            | 15           | 13           |
| 6            | Treze        | 16           | 12           | 5            | 1            | 6            | 16           | 17           |
| 7            | Potiguar     | 6            | 12           | 2            | 0            | 10           | 9            | 33           |

|  |                                                  |
|  | Classificado para a segunda fase do Módulo Verde |

### Grupo B
| Módulo Verde | Módulo Verde   | Módulo Verde | Módulo Verde | Módulo Verde | Módulo Verde | Módulo Verde | Módulo Verde | Módulo Verde |
| Pos          | Times          | Pts          | J            | V            | E            | D            | GM           | SG           |
| ------------ | -------------- | ------------ | ------------ | ------------ | ------------ | ------------ | ------------ | ------------ |
| 1            | Corinthians-AL | 27           | 12           | 8            | 3            | 1            | 16           | 8            |
| 2            | Juazeiro       | 23           | 12           | 7            | 2            | 3            | 15           | 9            |
| 3            | Confiança      | 18           | 12           | 5            | 3            | 4            | 10           | 11           |
| 4            | Sergipe        | 17           | 12           | 5            | 2            | 5            | 15           | 14           |
| 5            | ASA            | 15           | 12           | 4            | 3            | 5            | 11           | 13           |
| 6            | Camaçari       | 12           | 12           | 3            | 3            | 6            | 13           | 11           |
| 7            | Campinense     | 5            | 12           | 1            | 2            | 9            | 9            | 23           |

|  |                                                  |
|  | Classificado para a segunda fase do Módulo Verde |

### Grupo C
| Módulo Verde | Módulo Verde   | Módulo Verde | Módulo Verde | Módulo Verde | Módulo Verde | Módulo Verde | Módulo Verde | Módulo Verde |
| Pos          | Times          | Pts          | J            | V            | E            | D            | GM           | SG           |
| ------------ | -------------- | ------------ | ------------ | ------------ | ------------ | ------------ | ------------ | ------------ |
| 1            | Flamengo-PI    | 22           | 12           | 7            | 1            | 4            | 18           | 11           |
| 2            | Ypiranga-AP    | 20           | 12           | 6            | 2            | 4            | 23           | 19           |
| 3            | Tocantinópolis | 19           | 12           | 6            | 1            | 5            | 16           | 14           |
| 4            | Rio Branco     | 18           | 12           | 5            | 3            | 4            | 20           | 16           |
| 5            | Baré           | 17           | 12           | 5            | 2            | 5            | 21           | 15           |
| 6            | Rio Negro      | 17           | 12           | 5            | 2            | 5            | 12           | 14           |
| 7            | Genus          | 7            | 12           | 2            | 1            | 9            | 16           | 37           |

|  |                                                  |
|  | Classificado para a segunda fase do Módulo Verde |

### Grupo D
| Módulo Verde | Módulo Verde        | Módulo Verde | Módulo Verde | Módulo Verde | Módulo Verde | Módulo Verde | Módulo Verde | Módulo Verde |
| Pos          | Times               | Pts          | J            | V            | E            | D            | GM           | SG           |
| ------------ | ------------------- | ------------ | ------------ | ------------ | ------------ | ------------ | ------------ | ------------ |
| 1            | Operário-MS         | 17           | 10           | 5            | 2            | 3            | 13           | 11           |
| 2            | Dom Pedro II        | 15           | 10           | 4            | 3            | 3            | 11           | 9            |
| 3            | Atlético Goianiense | 15           | 10           | 4            | 3            | 3            | 9            | 9            |
| 4            | Goiânia             | 13           | 10           | 3            | 4            | 3            | 15           | 14           |
| 5            | Comercial-MS        | 11           | 10           | 3            | 2            | 5            | 9            | 10           |
| 6            | Brasília            | 11           | 10           | 3            | 2            | 5            | 10           | 14           |

Nota: O  Interporto desistiu de participar antes do início da competição.
|  |                                                  |
|  | Classificado para a segunda fase do Módulo Verde |

### Grupo E
| Módulo Branco | Módulo Branco | Módulo Branco | Módulo Branco | Módulo Branco | Módulo Branco | Módulo Branco | Módulo Branco | Módulo Branco |
| Pos           | Times         | Pts           | J             | V             | E             | D             | GM            | SG            |
| ------------- | ------------- | ------------- | ------------- | ------------- | ------------- | ------------- | ------------- | ------------- |
| 1             | Rio Branco-SP | 21            | 10            | 6             | 3             | 1             | 23            | 10            |
| 2             | Juventus      | 21            | 10            | 6             | 3             | 1             | 20            | 10            |
| 3             | Uberlândia    | 18            | 10            | 5             | 3             | 2             | 15            | 14            |
| 4             | Nacional-SP   | 13            | 10            | 4             | 1             | 5             | 13            | 21            |
| 5             | Volta Redonda | 9             | 10            | 2             | 3             | 5             | 10            | 14            |
| 6             | São José      | 1             | 10            | 0             | 1             | 9             | 8             | 20            |

Nota : O  Rio Branco-ES desistiu de participar antes do início da competição.
|  |                                                   |
|  | Classificado para a segunda fase do Módulo Branco |

### Grupo F
| Módulo Branco | Módulo Branco            | Módulo Branco | Módulo Branco | Módulo Branco | Módulo Branco | Módulo Branco | Módulo Branco | Módulo Branco |
| Pos           | Times                    | Pts           | J             | V             | E             | D             | GM            | SG            |
| ------------- | ------------------------ | ------------- | ------------- | ------------- | ------------- | ------------- | ------------- | ------------- |
| 1             | Etti Jundiaí             | 31            | 12            | 10            | 1             | 1             | 40            | 8             |
| 2             | Malutrom                 | 22            | 12            | 6             | 4             | 2             | 21            | 15            |
| 3             | União Bandeirante        | 16            | 12            | 4             | 4             | 4             | 17            | 23            |
| 4             | Madureira                | 14            | 12            | 3             | 5             | 4             | 20            | 15            |
| 5             | Internacional de Limeira | 13            | 12            | 3             | 4             | 5             | 18            | 17            |
| 6             | União Rondonópolis       | 10            | 12            | 3             | 1             | 8             | 12            | 28            |
| 7             | Comercial                | 10            | 12            | 3             | 1             | 8             | 9             | 31            |

|  |                                                   |
|  | Classificado para a segunda fase do Módulo Branco |

### Grupo G
| Módulo Branco | Módulo Branco    | Módulo Branco | Módulo Branco | Módulo Branco | Módulo Branco | Módulo Branco | Módulo Branco | Módulo Branco |
| Pos           | Times            | Pts           | J             | V             | E             | D             | GM            | SG            |
| ------------- | ---------------- | ------------- | ------------- | ------------- | ------------- | ------------- | ------------- | ------------- |
| 1             | Olímpia          | 20            | 12            | 5             | 5             | 2             | 16            | 11            |
| 2             | Friburguense     | 18            | 12            | 4             | 6             | 2             | 11            | 10            |
| 3             | Matonense        | 17            | 12            | 4             | 5             | 3             | 15            | 13            |
| 4             | São Cristovão    | 16            | 12            | 4             | 4             | 4             | 13            | 16            |
| 5             | Mogi Mirim       | 16            | 12            | 3             | 7             | 2             | 23            | 17            |
| 6             | Ipatinga         | 13            | 12            | 3             | 4             | 5             | 16            | 20            |
| 7             | União Barbarense | 9             | 12            | 2             | 3             | 7             | 12            | 19            |

|  |                                                   |
|  | Classificado para a segunda fase do Módulo Branco |

### Grupo H
| Módulo Branco | Módulo Branco                | Módulo Branco | Módulo Branco | Módulo Branco | Módulo Branco | Módulo Branco | Módulo Branco | Módulo Branco |
| Pos           | Times                        | Pts           | J             | V             | E             | D             | GM            | SG            |
| ------------- | ---------------------------- | ------------- | ------------- | ------------- | ------------- | ------------- | ------------- | ------------- |
| 1             | Rio Branco-PR                | 21            | 10            | 6             | 3             | 1             | 16            | 8             |
| 2             | Portuguesa Santista          | 19            | 10            | 5             | 4             | 1             | 19            | 9             |
| 3             | Santo André                  | 12            | 10            | 3             | 3             | 4             | 11            | 14            |
| 4             | Ituano                       | 11            | 10            | 3             | 2             | 5             | 10            | 10            |
| 5             | Olaria                       | 11            | 10            | 3             | 2             | 5             | 9             | 10            |
| 6             | Internacional de Santa Maria | 8             | 10            | 2             | 2             | 6             | 7             | 21            |

|  |                                                   |
|  | Classificado para a segunda fase do Módulo Branco |

### Grupo 1
| Módulo Verde | Módulo Verde        | Módulo Verde | Módulo Verde | Módulo Verde | Módulo Verde | Módulo Verde | Módulo Verde | Módulo Verde |
| Pos          | Times               | Pts          | J            | V            | E            | D            | GM           | SG           |
| ------------ | ------------------- | ------------ | ------------ | ------------ | ------------ | ------------ | ------------ | ------------ |
| 1            | Juazeiro            | 12           | 6            | 4            | 0            | 2            | 13           | 7            |
| 2            | Tuna Luso           | 12           | 6            | 4            | 0            | 2            | 8            | 9            |
| 3            | Ypiranga-AP         | 9            | 6            | 3            | 0            | 3            | 10           | 10           |
| 4            | Atlético Goianiense | 3            | 6            | 1            | 0            | 5            | 7            | 12           |

|  |                                   |
|  | Classificado para a terceira fase |

### Grupo 2
| Módulo Verde | Módulo Verde   | Módulo Verde | Módulo Verde | Módulo Verde | Módulo Verde | Módulo Verde | Módulo Verde | Módulo Verde |
| Pos          | Times          | Pts          | J            | V            | E            | D            | GM           | SG           |
| ------------ | -------------- | ------------ | ------------ | ------------ | ------------ | ------------ | ------------ | ------------ |
| 1            | Central        | 10           | 6            | 3            | 1            | 2            | 9            | 7            |
| 2            | Tocantinópolis | 9            | 6            | 3            | 0            | 3            | 8            | 10           |
| 3            | Corinthians-AL | 8            | 6            | 2            | 2            | 2            | 11           | 9            |
| 4            | Dom Pedro II   | 6            | 6            | 1            | 3            | 2            | 6            | 8            |

|  |                                   |
|  | Classificado para a terceira fase |

### Grupo 3
| Módulo Verde | Módulo Verde | Módulo Verde | Módulo Verde | Módulo Verde | Módulo Verde | Módulo Verde | Módulo Verde | Módulo Verde |
| Pos          | Times        | Pts          | J            | V            | E            | D            | GM           | SG           |
| ------------ | ------------ | ------------ | ------------ | ------------ | ------------ | ------------ | ------------ | ------------ |
| 1            | Moto Club    | 11           | 6            | 3            | 2            | 1            | 8            | 8            |
| 2            | Operário-MS  | 8            | 6            | 2            | 2            | 2            | 8            | 12           |
| 3            | Flamengo-PI  | 7            | 6            | 2            | 1            | 3            | 13           | 11           |
| 4            | Confiança    | 7            | 6            | 2            | 1            | 3            | 11           | 9            |

|  |                                   |
|  | Classificado para a terceira fase |

### Grupo 4
| Módulo Branco | Módulo Branco | Módulo Branco | Módulo Branco | Módulo Branco | Módulo Branco | Módulo Branco | Módulo Branco | Módulo Branco |
| Pos           | Times         | Pts           | J             | V             | E             | D             | GM            | SG            |
| ------------- | ------------- | ------------- | ------------- | ------------- | ------------- | ------------- | ------------- | ------------- |
| 1             | Malutrom      | 14            | 6             | 4             | 2             | 0             | 10            | 3             |
| 2             | Rio Branco-SP | 9             | 6             | 3             | 0             | 3             | 8             | 6             |
| 3             | Friburguense  | 5             | 6             | 1             | 2             | 3             | 4             | 6             |
| 4             | Santo André   | 5             | 6             | 1             | 2             | 3             | 5             | 12            |

|  |                                   |
|  | Classificado para a terceira fase |

### Grupo 5
| Módulo Branco | Módulo Branco       | Módulo Branco | Módulo Branco | Módulo Branco | Módulo Branco | Módulo Branco | Módulo Branco | Módulo Branco |
| Pos           | Times               | Pts           | J             | V             | E             | D             | GM            | SG            |
| ------------- | ------------------- | ------------- | ------------- | ------------- | ------------- | ------------- | ------------- | ------------- |
| 1             | Etti Jundiaí        | 13            | 6             | 4             | 1             | 1             | 13            | 7             |
| 2             | Portuguesa Santista | 8             | 6             | 2             | 2             | 2             | 7             | 7             |
| 3             | Juventus            | 7             | 6             | 2             | 1             | 3             | 11            | 7             |
| 4             | Matonense           | 5             | 6             | 1             | 2             | 3             | 4             | 14            |

|  |                                   |
|  | Classificado para a terceira fase |

### Grupo 6
| Módulo Branco | Módulo Branco     | Módulo Branco | Módulo Branco | Módulo Branco | Módulo Branco | Módulo Branco | Módulo Branco | Módulo Branco |
| Pos           | Times             | Pts           | J             | V             | E             | D             | GM            | SG            |
| ------------- | ----------------- | ------------- | ------------- | ------------- | ------------- | ------------- | ------------- | ------------- |
| 1             | Uberlândia        | 11            | 6             | 3             | 2             | 1             | 11            | 7             |
| 2             | Olímpia           | 11            | 6             | 3             | 2             | 1             | 7             | 5             |
| 3             | Rio Branco-PR     | 11            | 6             | 3             | 2             | 1             | 6             | 5             |
| 4             | União Bandeirante | 0             | 6             | 0             | 0             | 6             | 5             | 12            |

|  |                                   |
|  | Classificado para a terceira fase |

### Grupo 1
| Final dos Módulos | Final dos Módulos | Final dos Módulos | Final dos Módulos | Final dos Módulos | Final dos Módulos | Final dos Módulos | Final dos Módulos | Final dos Módulos |
| Pos               | Times             | Pts               | J                 | V                 | E                 | D                 | GM                | SG                |
| ----------------- | ----------------- | ----------------- | ----------------- | ----------------- | ----------------- | ----------------- | ----------------- | ----------------- |
| 1                 | Uberlândia        | 11                | 6                 | 3                 | 2                 | 1                 | 10                | 4                 |
| 2                 | Juazeiro          | 11                | 6                 | 3                 | 2                 | 1                 | 6                 | 4                 |
| 3                 | Olímpia           | 8                 | 6                 | 2                 | 2                 | 2                 | 8                 | 5                 |
| 4                 | Central           | 2                 | 6                 | 0                 | 2                 | 4                 | 3                 | 14                |

|  |                                 |
|  | Classificado para a quarta fase |

### Grupo 2
| Final dos Módulos | Final dos Módulos | Final dos Módulos | Final dos Módulos | Final dos Módulos | Final dos Módulos | Final dos Módulos | Final dos Módulos | Final dos Módulos |
| Pos               | Times             | Pts               | J                 | V                 | E                 | D                 | GM                | SG                |
| ----------------- | ----------------- | ----------------- | ----------------- | ----------------- | ----------------- | ----------------- | ----------------- | ----------------- |
| 1                 | Malutrom          | 11                | 6                 | 3                 | 2                 | 1                 | 12                | 11                |
| 2                 | Tuna Luso         | 9                 | 6                 | 3                 | 0                 | 3                 | 9                 | 11                |
| 3                 | Etti Jundiaí      | 8                 | 6                 | 2                 | 2                 | 2                 | 15                | 6                 |
| 4                 | Moto Club         | 5                 | 6                 | 1                 | 2                 | 3                 | 9                 | 17                |

|  |                                 |
|  | Classificado para a quarta fase |

### Final
| 16 de Novembro | Uberlândia | 1 - 1 | Malutrom | Estádio Municipal João Havelange, Uberlândia |
|                |            |       |          |                                              |

| 19 de Novembro | Malutrom | 3 - 2 | Uberlândia | Vila Capanema, Curitiba |
|                |          |       |            |                         |

## Fase Final
Disputada entre 16 clubes: os 12 classificados do Módulo Azul, os 3 primeiros do Módulo Amarelo e um advindo dos Módulos Verde e Branco. Jogada em sistema eliminatório (oitavas de final, quartas de final, semifinais e final), com enfrentamentos em ida e volta, tendo o clube de melhor campanha o mando de campo do segundo jogo. O gol marcado na casa do adversário foi usado como critério de desempate.
- |  | Oitavas de final | Oitavas de final | Oitavas de final | Oitavas de final |                     |               | Quartas de final | Quartas de final | Quartas de final |  |          | Semifinais | Semifinais | Semifinais |  |               | Final | Final | Final | Final | Final |
|  |                  |                  |                  |                  |                     |               |                  |                  |                  |  |          |            |            |            |  |               |       |       |       |       |       |
|  |                  |                  |                  |                  |                     |               |                  |                  |                  |  |          |            |            |            |  |               |       |       |       |       |       |
|  | 1                | Cruzeiro         | 3                | 1                |                     |               |                  |                  |                  |  |          |            |            |            |  |               |       |       |       |       |       |
|  | 16               | Malutrom         | 0                | 1                |                     |               |                  |                  |                  |  |          |            |            |            |  |               |       |       |       |       |       |
|  | 16               | Malutrom         | 0                | 1                |                     | Cruzeiro      | 1                | 3                |                  |  |          |            |            |            |  |               |       |       |       |       |       |
|  |                  |                  |                  |                  |                     | Cruzeiro      | 1                | 3                |                  |  |          |            |            |            |  |               |       |       |       |       |       |
|  |                  | Internacional    | 1                | 2                |                     |               |                  |                  |                  |  |          |            |            |            |  |               |       |       |       |       |       |
|  | 8                | Internacional    | 1                | 2                | Atlético Paranaense | 0             | 1                |                  |                  |  |          |            |            |            |  |               |       |       |       |       |       |
|  | 8                |                  |                  |                  | Atlético Paranaense | 0             | 1                |                  |                  |  |          |            |            |            |  |               |       |       |       |       |       |
|  | 9                | Internacional    | 0                | 2                |                     |               |                  |                  |                  |  |          |            |            |            |  |               |       |       |       |       |       |
|  | 9                | Internacional    | 0                | 2                |                     |               |                  |                  |                  |  | Cruzeiro | 2          | 1          |            |  |               |       |       |       |       |       |
|  |                  |                  |                  |                  |                     |               |                  |                  |                  |  | Cruzeiro | 2          | 1          |            |  |               |       |       |       |       |       |
|  |                  | Vasco da Gama    | 2                | 3                |                     |               |                  |                  |                  |  |          |            |            |            |  |               |       |       |       |       |       |
|  | 5                | Vasco da Gama    | 2                | 3                | Vasco da Gama       | 3             | 3                |                  |                  |  |          |            |            |            |  |               |       |       |       |       |       |
|  | 5                |                  |                  |                  | Vasco da Gama       | 3             | 3                |                  |                  |  |          |            |            |            |  |               |       |       |       |       |       |
|  | 12               | Bahia            | 3                | 2                |                     |               |                  |                  |                  |  |          |            |            |            |  |               |       |       |       |       |       |
|  | 12               | Bahia            | 3                | 2                |                     | Vasco da Gama | 3                | 0                |                  |  |          |            |            |            |  |               |       |       |       |       |       |
|  |                  |                  |                  |                  |                     | Vasco da Gama | 3                | 0                |                  |  |          |            |            |            |  |               |       |       |       |       |       |
|  |                  | Paraná           | 1                | 1                |                     |               |                  |                  |                  |  |          |            |            |            |  |               |       |       |       |       |       |
|  | 4                | Paraná           | 1                | 1                | Goiás               | 1             | 0                |                  |                  |  |          |            |            |            |  |               |       |       |       |       |       |
|  | 4                |                  |                  |                  | Goiás               | 1             | 0                |                  |                  |  |          |            |            |            |  |               |       |       |       |       |       |
|  | 13               | Paraná           | 1                | 3                |                     |               |                  |                  |                  |  |          |            |            |            |  |               |       |       |       |       |       |
|  | 13               | Paraná           | 1                | 3                |                     |               |                  |                  |                  |  |          |            |            |            |  | Vasco da Gama | 1     | 3     |       |       |       |
|  |                  |                  |                  |                  |                     |               |                  |                  |                  |  |          |            |            |            |  | Vasco da Gama | 1     | 3     |       |       |       |
|  |                  | São Caetano      | 1                | 1                |                     |               |                  |                  |                  |  |          |            |            |            |  |               |       |       |       |       |       |
|  | 2                | São Caetano      | 1                | 1                | Sport               | 2             | 1                |                  |                  |  |          |            |            |            |  |               |       |       |       |       |       |
|  | 2                |                  |                  |                  | Sport               | 2             | 1                |                  |                  |  |          |            |            |            |  |               |       |       |       |       |       |
|  | 15               | Remo             | 1                | 0                |                     |               |                  |                  |                  |  |          |            |            |            |  |               |       |       |       |       |       |
|  | 15               | Remo             | 1                | 0                |                     | Sport         | 1                | 1                |                  |  |          |            |            |            |  |               |       |       |       |       |       |
|  |                  |                  |                  |                  |                     | Sport         | 1                | 1                |                  |  |          |            |            |            |  |               |       |       |       |       |       |
|  |                  | Grêmio           | 2                | 1                |                     |               |                  |                  |                  |  |          |            |            |            |  |               |       |       |       |       |       |
|  | 7                | Grêmio           | 2                | 1                | Ponte Preta         | 0             | 2                |                  |                  |  |          |            |            |            |  |               |       |       |       |       |       |
|  | 7                |                  |                  |                  | Ponte Preta         | 0             | 2                |                  |                  |  |          |            |            |            |  |               |       |       |       |       |       |
|  | 10               | Grêmio           | 1                | 1                |                     |               |                  |                  |                  |  |          |            |            |            |  |               |       |       |       |       |       |
|  | 10               | Grêmio           | 1                | 1                |                     |               |                  |                  |                  |  | Grêmio   | 2          | 1          |            |  |               |       |       |       |       |       |
|  |                  |                  |                  |                  |                     |               |                  |                  |                  |  | Grêmio   | 2          | 1          |            |  |               |       |       |       |       |       |
|  |                  | São Caetano      | 3                | 3                |                     |               |                  |                  |                  |  |          |            |            |            |  |               |       |       |       |       |       |
|  | 6                | São Caetano      | 3                | 3                | São Paulo           | 1             | 1                |                  |                  |  |          |            |            |            |  |               |       |       |       |       |       |
|  | 6                |                  |                  |                  | São Paulo           | 1             | 1                |                  |                  |  |          |            |            |            |  |               |       |       |       |       |       |
|  | 11               | Palmeiras        | 1                | 2                |                     |               |                  |                  |                  |  |          |            |            |            |  |               |       |       |       |       |       |
|  | 11               | Palmeiras        | 1                | 2                |                     | Palmeiras     | 3                | 2                |                  |  |          |            |            |            |  |               |       |       |       |       |       |
|  |                  |                  |                  |                  |                     | Palmeiras     | 3                | 2                |                  |  |          |            |            |            |  |               |       |       |       |       |       |
|  |                  | São Caetano      | 4                | 2                |                     |               |                  |                  |                  |  |          |            |            |            |  |               |       |       |       |       |       |
|  | 3                | São Caetano      | 4                | 2                | Fluminense          | 3             | 0                |                  |                  |  |          |            |            |            |  |               |       |       |       |       |       |
|  | 3                |                  |                  |                  | Fluminense          | 3             | 0                |                  |                  |  |          |            |            |            |  |               |       |       |       |       |       |
|  | 14               | São Caetano      | 3                | 1                |                     |               |                  |                  |                  |  |          |            |            |            |  |               |       |       |       |       |       |

## Finais da Copa João Havelange

### Primeira partida
| 27 de Dezembro 21:40 | São Caetano | 1 - 1 | Vasco da Gama | Estádio Palestra Itália, São Paulo Público: 29.288 Árbitro: Carlos Eugênio Simon |
|                      | César 14'   |       | Romário 27'   |                                                                                  |

| São Caetano | Vasco |

São Caetano: Sílvio Luiz; Japinha, Daniel, Serginho e César; Adãozinho, Claudecir, Aílton e Esquerdinha; Adhemar e Wágner (Zinho). Técnico: Jair Picerni.
Vasco: Hélton; Clébson, Odvan, Júnior Baiano e Jorginho Paulista; Nasa, Jorginho (Henrique), Juninho Pernambucano e Juninho Paulista; Euller (Pedrinho) e Romário. Técnico: Joel Santana.

### O jogo inacabado
| 30 de Dezembro 16:00 | Vasco da Gama | 0 - 0 | São Caetano | Estádio São Januário, Rio de Janeiro |
|                      |               |       |             |                                      |

| Vasco | São Caetano |

Vasco: Hélton; Clébson, Odvan, Júnior Baiano e Jorginho Paulista; Nasa, Jorginho (Henrique), Juninho Pernambucano e Juninho Paulista; Euller (Pedrinho) e Romário. Técnico: Joel Santana.
São Caetano: Sílvio Luiz; Japinha, Daniel, Serginho e César; Adãozinho, Claudecir, Aílton e Esquerdinha; Adhemar e Wágner (Zinho). Técnico: Jair Picerni.
Aos 23 minutos do primeiro tempo, ocorreu a queda de parte da grade de separação (alambrado) do Estádio São Januário, causando cerca de 150 feridos. Houve a suspensão do jogo e marcação de uma nova partida, para o dia 18 de janeiro de 2001, a qual foi feita no Maracanã.

### Segunda partida
| 18 de Janeiro de 2001 16:00 | Vasco da Gama                                                  | 3 - 1 | São Caetano   | Maracanã, Rio de Janeiro Público: 31.761 Árbitro: Márcio Rezende de Freitas |
|                             | Juninho Pernambucano 30' · Jorginho Paulista 39' · Romário 53' |       | Adãozinho 37' |                                                                             |

| Vasco | São Caetano |

Vasco: Hélton; Clébson, Odvan, Júnior Baiano e Jorginho Paulista; Nasa, Jorginho (Henrique), Juninho Pernambucano (Paulo Miranda) e Juninho Paulista (Pedrinho); Euller e Romário. Técnico: Joel Santana.
São Caetano: Sílvio Luiz; Japinha (Gilmar), Daniel, Serginho e César; Adãozinho, Claudecir, Aílton (Leto) e Esquerdinha (Zinho); Adhemar e Wágner. Técnico: Jair Picerni.

## Classificação (Módulo Azul + Fase Final)
| Pos | Times               | Pts | J  | V  | E  | D  | GP | GC | SG  | % | Classificação ou rebaixamento                |
| --- | ------------------- | --- | -- | -- | -- | -- | -- | -- | --- | - | -------------------------------------------- |
| 1   | Vasco da Gama       | 54  | 32 | 15 | 9  | 8  | 54 | 49 | +5  |   | Fase de grupos da Copa Libertadores de 2001  |
| 2   | São Caetano *       | 15  | 8  | 4  | 3  | 1  | 18 | 15 | +13 |   | Fase de grupos da Copa Libertadores de 2001  |
| 3   | Cruzeiro            | 54  | 30 | 14 | 12 | 4  | 57 | 36 | +21 |   | Fase de grupos da Copa Libertadores de 20011 |
| 4   | Grêmio              | 43  | 30 | 12 | 8  | 10 | 45 | 41 | +4  |   |                                              |
| 5   | Sport               | 49  | 28 | 14 | 7  | 7  | 51 | 31 | +20 |   |                                              |
| 6   | Internacional       | 43  | 28 | 11 | 10 | 7  | 39 | 30 | +9  |   |                                              |
| 7   | Palmeiras           | 42  | 28 | 11 | 9  | 8  | 37 | 38 | -1  |   | Fase de grupos da Copa Libertadores de 20011 |
| 8   | Paraná (2)          | 7   | 4  | 2  | 1  | 1  | 6  | 4  | +2  |   |                                              |
| 9   | Fluminense          | 43  | 26 | 12 | 7  | 7  | 48 | 35 | +13 |   |                                              |
| 10  | Goiás               | 42  | 26 | 11 | 9  | 6  | 42 | 33 | +9  |   |                                              |
| 11  | Ponte Preta         | 41  | 26 | 12 | 5  | 9  | 51 | 39 | +12 |   |                                              |
| 12  | São Paulo           | 40  | 26 | 10 | 10 | 6  | 48 | 38 | +10 |   |                                              |
| 13  | Atlético Paranaense | 39  | 26 | 11 | 6  | 9  | 33 | 30 | +3  |   |                                              |
| 14  | Bahia               | 37  | 26 | 10 | 7  | 9  | 37 | 37 | 0   |   |                                              |
| 15  | Malutrom (3)        | 1   | 2  | 0  | 1  | 1  | 1  | 4  | -3  |   |                                              |
| 16  | Remo (2)            | 0   | 2  | 0  | 0  | 2  | 1  | 3  | -2  |   |                                              |
| 17  | Guarani             | 35  | 24 | 9  | 8  | 7  | 29 | 29 | 0   |   |                                              |
| 18  | Santos              | 33  | 24 | 9  | 6  | 9  | 38 | 31 | +7  |   |                                              |
| 19  | Flamengo            | 33  | 24 | 9  | 6  | 9  | 42 | 37 | +5  |   |                                              |
| 20  | Botafogo            | 32  | 24 | 9  | 5  | 10 | 31 | 35 | -4  |   |                                              |
| 21  | Portuguesa          | 32  | 24 | 9  | 5  | 10 | 34 | 43 | -9  |   |                                              |
| 22  | Vitória             | 31  | 24 | 9  | 4  | 11 | 44 | 40 | +4  |   |                                              |
| 23  | América Mineiro     | 27  | 24 | 7  | 6  | 11 | 26 | 35 | -9  |   |                                              |
| 24  | Atlético Mineiro    | 27  | 24 | 7  | 6  | 11 | 31 | 42 | -11 |   |                                              |
| 25  | Juventude           | 26  | 24 | 7  | 5  | 12 | 27 | 36 | -9  |   |                                              |
| 26  | Gama                | 22  | 24 | 6  | 4  | 14 | 22 | 39 | -17 |   |                                              |
| 27  | Coritiba            | 21  | 24 | 5  | 6  | 13 | 26 | 35 | -9  |   |                                              |
| 28  | Corinthians         | 16  | 24 | 4  | 4  | 16 | 26 | 46 | -20 |   |                                              |
| 29  | Santa Cruz          | 16  | 24 | 3  | 7  | 14 | 18 | 51 | -33 |   |                                              |

1Cruzeiro e Palmeiras tinham vaga garantida na Copa Libertadores de 2001 por serem campeões da Copa do Brasil de 2000 e Copa dos Campeões de 2000, respectivamente.
(2) times advindos do Módulo Amarelo.
(3) time advindo dos módulos Branco e Verde.
A tabela acima não possui cunho oficial. Na Série A de 2001 jogaram todos os 25 clubes do Módulo Azul, além de Botafogo-SP, Paraná e São Caetano. Este foi agregado após decisão judicial liminar acatada. Os outros dois foram inclusos por isonomia quanto à não efetivada zona de descenso de 1999, alterada pelas decisões judiciais, quando deveriam ter sido rebaixados com Gama (que não seria rebaixada pelos resultados em campo) e Juventude.

## Premiação
| Campeonato Brasileiro de Futebol de 2000          |
| Rio de Janeiro                                    |
| ------------------------------------------------- |
| Club de Regatas Vasco da Gama Campeão (4° título) |

## Bola de Prata de 2000
Os melhores jogadores do campeonato em suas posições, eleitos pela revista Placar:
 Rogério Ceni (São Paulo)
  Arce (Palmeiras)
 Cris (Cruzeiro)
 Lúcio (Internacional)
 Sorín (Cruzeiro) 
  Juninho Pernambucano (Vasco da Gama)
 Mineiro (Ponte Preta)
 Ricardinho (Cruzeiro)
 Juninho Paulista (Vasco da Gama)
  Ronaldinho Gaúcho (Grêmio)
  Romário (Vasco da Gama)

## Artilharia
- Adhemar (São Caetano): 22 gols
- Dill (Goiás), Magno Alves (Fluminense), Romário (Vasco da Gama): 20 gols
- Washington (Ponte Preta): 16 gols
- Allann Delon (Vitória), Marcelo Ramos (São Paulo), Petkovic (Flamengo), Ronaldinho (Grêmio): 14 gols.

Lista completa em: UOL